# Liberalni konzervativizam
Liberalni konzervativizam je inačica konzervativizma koji uključuje liberalne stavove o ekonomskim i etičkim pitanjima.
Obično, liberal-konzervativne politike su prisutne u zemljama gdje je liberalistički model ekonomije već duboko ukorijenjen i zbog toga se po mišljenju konzervativaca treba i sačuvati.
Usto, postoje neke zemlje gdje su liberal-konzervativni pokreti mnogo veliki i zato izraz "liberalan" i "konzervativan" može postati sinonim, kao u Australiji i južnoj Europi. 
U drugim zemljama liberal-konzervativci su nastali iz susreta s demokršćanstvom. Prvobitno, liberal-konzervativci su bili otvoreniji po pitanju slobodnog tržišta od kršćanskih demokrata. Međutim, a procesom sekularizacije, mnoge europske kršćansko-demokratske stranke su se približile liberalizmu, dok su mnoge tradicionalne konzervativne stranke u Europi približile socijalnim pitanjima. 
Stoga, i liberal-konzervativci i demokršćani u Europi se mogu prepoznati u idealima Europske pučke stranke.